# Улица Абди Ипекчи
Улица Абди Ипекчи (тур. Abdi İpekçi Caddesi) — главная торговая улица, расположенная в районе Шишли, Стамбул. Длина улицы составляет 700 метров.
За последнее десятилетие улица в престижном районе превратилась в место розничной торговли. Ежемесячная аренда здесь составляет 3500$ за м². В настоящее время это самая дорогая улица для розничных магазинов Турции. Множество эксклюзивных и дорогих магазинов, предлагающих турецкие и международные дизайнерские бренды,
рестораны интернациональной кухни и кафе выстроились по обе стороны улицы.
Улица названа в честь Абди Ипекчи, известного журналиста и редактора главной газеты Турции «Миллийет». Ипекчи был убит 1 февраля 1979 года в своём автомобиле возле своей квартиры на этой улице Мехметом Али Агджой, который позже стал известен своим неудачным покушением на Папу Иоанна Павла II. В 2000 году на месте гибели Абди Ипекчи был установлен памятник.
Некоторые магазины:
- Hugo Boss
- Chanel
- Louis Vuitton
- Giorgio Armani
- Cartier
- Prada
- Hermès
- Gucci
- Ermenegildo Zegna
- Dior
- Tod's
- DKNY
- Escada
- Burberry
- Max Mara
- Salvatore Ferragamo
- Gianfranco Ferre

## Празднование Нового года
В канун Нового года улицу украшают, она становится главным людным местом Стамбула, несмотря на то, что ранее таким местом была площадь Таксим.